# Sophia (robô)
Sophia é um robô humanoide desenvolvido pela empresa Hanson Robotics, de Hong Kong, capaz de reproduzir 62 expressões faciais. Projetado para aprender, adaptar-se ao comportamento humano e trabalhar com seres humanos. Em outubro de 2017, tornou-se o primeiro robô a receber a cidadania de um país (Arábia Saudita).

## História
O robô Sophia foi ativado no dia 14 de fevereiro de 2016. Modelado em homenagem à atriz Audrey Hepburn e peculiar por sua aparência e comportamento mais próximos aos humanos do que robôs anteriores. De acordo com o fabricante, David Hanson, Sophia tem inteligência artificial, pode realizar processamento de dados visuais e reconhecimento facial. Sophia não somente imita gestos e expressões faciais humanas, como também é capaz de responder a certas perguntas e ter conversas simples sobre tópicos predefinidos (por exemplo, sobre o tempo). O robô utiliza tecnologia de reconhecimento de voz da Alphabet Inc. (matriz do Google) e é projetado para ficar mais inteligente com o tempo. Seu software de inteligência artificial, desenvolvido pela SingularityNET, analisa conversas e abstrai dados que permitem-lhe melhorar suas respostas futuras. É conceitualmente semelhante ao programa de computador ELIZA, que foi uma das primeiras tentativas de simular uma conversa humana.
Hanson projetou Sophia a fim de que fosse companhia para idosos em casas de repouso ou para ajudar multidões em grandes eventos e parques. Ele espera que o robô Sophia interaja suficientemente com seres humanos para que acabe por adquirir competências sociais.

## Eventos
O robô Sophia foi entrevistado da mesma forma que um ser humano seria, estabelecendo conversas com os anfitriões. Algumas respostas foram absurdas e outras impressionantes, como uma longa discussão com Charlie Rose em 60 Minutes. Em uma entrevista para a CNBC, quando seu criador perguntou "Você quer destruir os humanos? ...por favor diga que não", Sophia respondeu imediatamente com um "OK, eu destruirei os humanos", resposta que deixou Hanson vermelho. Em outra entrevista à CNBC, quando o entrevistador expressou algumas preocupações sobre o comportamento de robôs, Sophia brincou dizendo que ele estava "lendo muito Elon Musk e assistindo muitos filmes de Hollywood". Elon Musk, em um tweet, disse "Mostrem os filmes do O Poderoso Chefão pra ela. O que é o pior que poderia acontecer?".
Em 11 de outubro de 2017, o robô Sophia foi apresentado à Organização das Nações Unidas durante uma breve conversa com a vice-secretária-geral das Nações Unidas, Amina J. Mohammed. No dia 25 de outubro, durante o Future Investment Summit em Riyadh, recebeu cidadania da Arábia Saudita, tornando-se o primeiro robô a ter uma nacionalidade. Este acontecimento gerou polêmica, com alguns comentaristas se perguntando se isso significava que Sophia poderia votar, casar ou se um desligamento deliberado de seu sistema poderia ser considerado assassinato. Usuários de mídias sociais usaram esta notícia para criticar a posição da Arábia Saudita com relação aos direitos humanos.